# Nicaise Augustin Desvaux
Nicaise Augustin Desvaux (Poitiers, 28 de agosto de 1784 — Angers, 12 de julho de 1856), também conhecido por Nicaise Auguste Desvaux, foi um professor de botânica em Bellevue, perto de Angers, e diretor do Jardim botânico  de Angers.

## Biografia
Robert Brown dedica-lhe o género Desvauxia (Centrolepidaceae).

## Principais obras
Entre outras, é autor das seguintes obras:
- Journal de Botanique, appliquée à l'Agriculture, à la Pharmacie, à la Médecine et aux Arts (1813-1815, 4 volumes).
- Observations sur les plantes des environs  d'Angers (1818).
- Flore de l'Anjou ou exposition méthodique des plantes du département de Maine et Loire et de l’ancien Anjou (1827).